# Virgem da Lapa
Virgem da Lapa – miasto i gmina w Brazylii, w stanie Minas Gerais.